# Media Key Block
La Media Key Block (MKB) est une clé faisant partie du système de protection anti-copie (DRM) AACS. Ce système est utilisé pour protéger le contenu des formats Blu-ray et HD DVD et a été développé par de grandes entreprises aussi bien de l’industrie cinématographique que de l’électronique comme : IBM, Intel, Microsoft, Matsushita (Panasonic), Sony, Toshiba, The Walt Disney Company et Time Warner.
Concrètement, la clé MKB se trouve dans le support physique (le disque) avec le contenu protégé (chiffré) et a pour fonction de valider les dispositifs reproducteurs, qu’ils soient de type logiciel ou matériel. La clé MKB obtient, à partir des codes du dispositif reproducteur, la clé qui permettra de déchiffrer le contenu du disque ou la Media Key (MK), seulement si ce dispositif n’est pas considéré comme compromettant la sécurité du contenu.

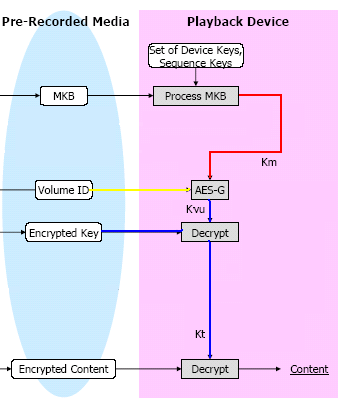
Processus de décryptage AACS

## Fonctionnement
Les disques (Blu-Ray ou HD-DVD) contiennent le contenu chiffré (habituellement une vidéo), l'identificateur de volume appelé VID (Volume ID), les Encrypted Title Key et la clé de déchiffrement, c'est-à-dire, la MKB. Cette dernière est chiffrée aussi pour éviter qu'elle puisse être extraite du disque et être manipulée et/ou reproduite par un autre dispositif non autorisé.

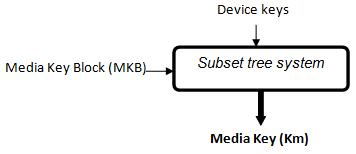
Processus d'obtention de la Media Key à partir de la MKV et du Device Key

De son côté, le reproducteur disposera de quelques clés, propres pour chaque modèle, nommées Device Keys, qui sont accordées par l'organisation AACS. Au moment de la reproduction, une de ces clés déchiffre la MKB contenue dans le disque et à la fin de ce processus la Media Key est obtenue.
La Media Key et le VID (Volume ID) se combinent et permettent l’obtention de la Volume Unique Key (KVU) qui finalement permet de déchiffrer les Encrypted Title Key et d'obtenir les Title Keys et donc de déchiffrer le contenu du disque et de le visualiser.
De cette manière, ce système permet de protéger le contenu contre des modèles de dispositifs reproducteurs interdits. En effet, il est possible de modifier la MKB dans les rééditions d'une œuvre pour en déclarer la reproduction interdite pour certains dispositifs.

## Structure de la clé

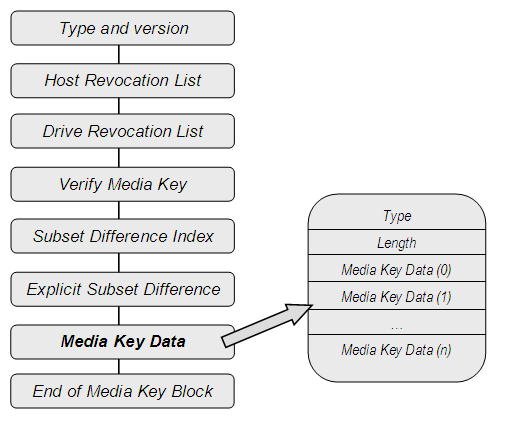
Structure de la Media Key Block

Bien que de fonctionnement soit apparemment simple, la clé MKB (qui se trouve dans le support physique des contenus protégés) suit une structure complexe. Celle-ci est distribuée en blocs, dans laquelle est définie la version de la clé, la liste des dispositifs qui ont été révoqués, un champ pour confirmer la validité de la MKB ainsi que d’autres champs destinés à spécifier les paramètres de l'algorithme de déchiffrement et à définir la structure de la clé en plus de la clé elle-même.
La clé MKB, proprement dite, se trouve dans le champ Media Key Data Record et a une longueur variable mais toujours multiple de 4 octets,
.

## Vulnérabilités et inconvénients
Beaucoup d'associations de consommateurs protestent contre ce système de protection anti-copie car il se peut que certains dispositifs reproducteurs ne puissent pas reproduire certaines œuvres même en ne violant aucune propriété intellectuelle. Cela peut se produire lorsque la reproduction se fait avec des dispositifs anciens, et par conséquent non homologués par l'AACS. Il se peut aussi que le modèle du dispositif ait été compromis par un utilisateur, rendant inutilisables tous les appareils du même modèle et pénalisant ainsi les utilisateurs qui n’ont rien à se reprocher.

Cette situation a empiré avec la récente publication sur de nombreux sites webs de la Media Key, c'est-à-dire, la clé qui permet de déchiffrer le Volume ID,
, et par la même occasion, l'œuvre protégée, sans besoin de disposer d'un dispositif homologué ni d'une Media Key Block valide. C'est particulièrement grave car à l'heure actuelle les supports blurays à contenu égal (ex. même film) partagent le même Volume ID.